# Træleoparder
Træleoparder (Neofelis) er en slægt i kattefamilien fra Sydøstasien: Træleopard (Neofelis nebulosa) Asiens fastland, og Sunda-træleopard (Neofelis diardi) på Sumatra og Borneo.
Neofelis er endemisk for Sydøstasien og trives i tæt, tropisk regnskov, i højder på op til 2500 m .

## Navn
Det videnskabelige navn Neofelis er sammensat af det græske ord νεο- der betyder "ny", og det latinske ord feles der betyder "kat", så det betyder bogstaveligt "ny kat".